# Indirekte ild
Indirekte ild eller indirekte skydning er artilleribeskydning, hvor man ikke fra skytset (ildstillingen) kan se målet. Modsætningen er direkte ild, hvor man fra våbenet kan observere målet og træfningen.
Ved indirekte skydning benyttes en observatør, som oplyser ildstillingen om målets position. I ildstillingen beregnes ud fra retning, afstand, vejr og eventuel højdeforskel hvilken krudtladning samt højde- og side-stilling (vinkler) der skal anvendes. Dette sker nu ved computerberegninger, men har traditionelt foregået ved tabelopslag.
På grund af datausikkerhed vil man som hovedregel først foretage indskydning med en del af de planlagte våben. Observatøren vil herefter ud fra den faktiske træfning "flytte" ilden i siden eller længden med kommandoer som "gå til højre – 400" eller "gå frem – 400", hvor måleenheden – kaldet en gaffel – kan variere fra land til land (det forudsættes naturligvis, at ildstillingen kender observationsretningen). Der foretages herefter fornyet indskydning, og ligger den nye indskydning på den anden side af målet, kan gaflen halveres. Når gaflen når ned på en fastssat størrelse, eller når indskydningen har nedslag på begge sider af målet, iværksættes virkningsskydningen.
Indskydningen kan eventuelt foretages, før der er et mål at bekæmpe – kaldet en "registrering". Da vil man kunne gå direkte til virkningsskydning, når der er et mål.